# Niedersächsisches Landesarchiv (Abteilung Wolfenbüttel)

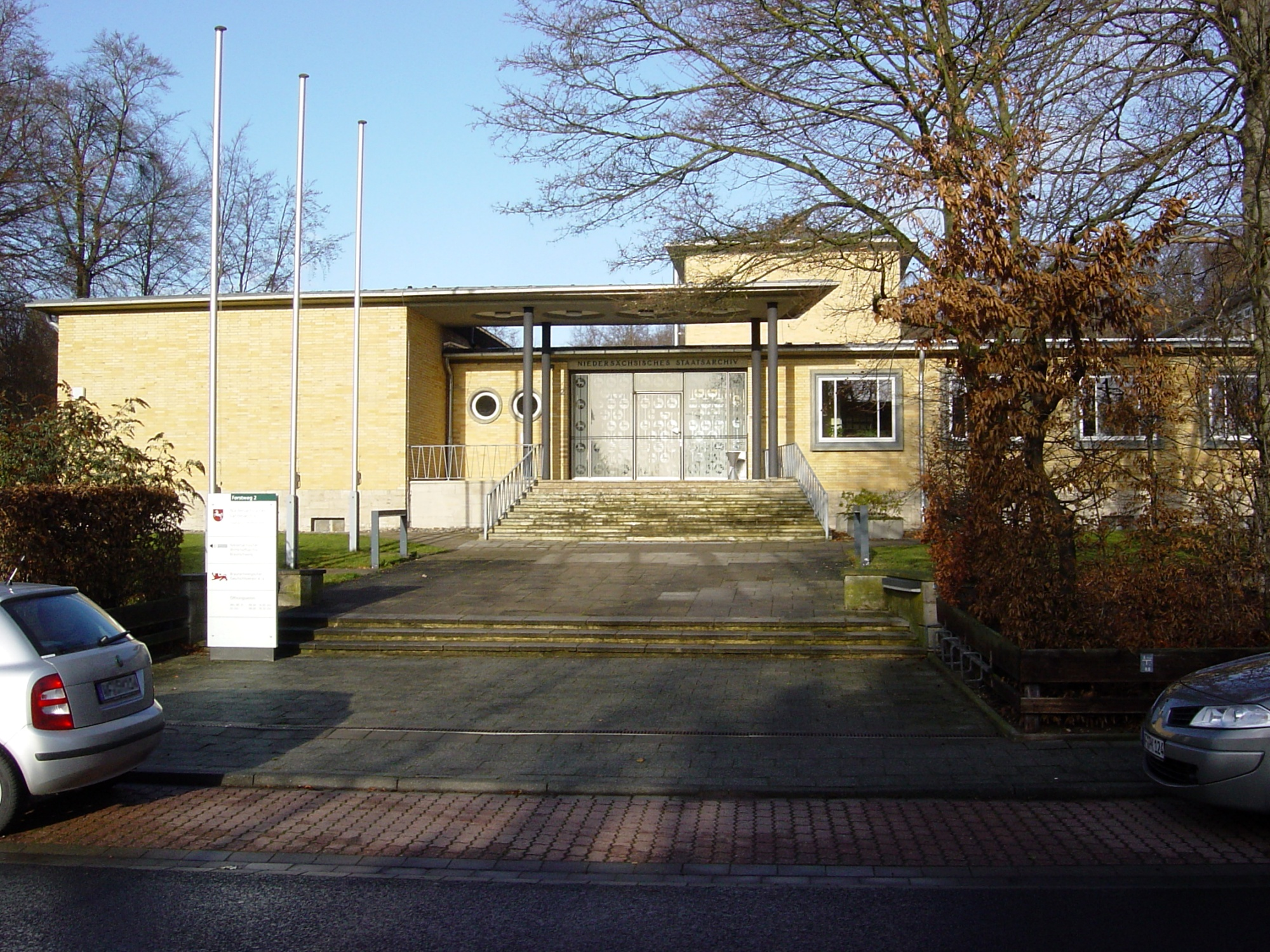
Das Gebäude des Niedersächsischen Landesarchivs – Abteilung Wolfenbüttel

Die Abteilung Wolfenbüttel (bis 2013: Staatsarchiv Wolfenbüttel, bis 2019: Standort Wolfenbüttel) ist innerhalb des Niedersächsischen Landesarchivs für alle staatlichen Behörden und Gerichte und deren Rechts- und Funktionsvorgänger im Gebiet des bis 1946 selbständigen Landes Braunschweig bzw. des früheren Regierungsbezirks Braunschweig zuständig. Sie verwahrt die archivwürdigen Urkunden, Akten, Karten, Pläne und Dateien der staatlichen Behörden und Gerichte seines Bezirks, erschließt sie und stellt sie für die Benutzung bereit.
Die Abteilung Wolfenbüttel, das alte Braunschweigische Landeshauptarchiv, gehört zu den durch die Niedersächsische Verfassung (Art. 72) geschützten „heimatgebundenen Einrichtungen“ des alten Landes Braunschweig.

## Geschichte
Die Herzöge zu Braunschweig und Lüneburg hinterlegten ihre Urkunden zunächst in der Stiftskirche Sankt Blasien, dem Braunschweiger Dom. 1327 werden zwei Stiftsherren als Archivverwalter genannt. Eine Archivbehörde bildete sich seit Ende des 16. Jahrhunderts in der herzoglichen Residenz Wolfenbüttel heraus. Ihren Sitz hatte sie in der Neuen Kanzlei, wo Gewölbe mit Schubladeneinbauten aus dem 16.–19. Jahrhundert noch an die Archivgutlagerung erinnern.
Von Kriegsverlusten blieb das Archiv weitgehend verschont. Eine entscheidende Überlieferungslücke entstand aber, als 1830 im Braunschweiger Schloss neben den jüngeren Regierungsakten fast alle Unterlagen des Herzoglichen Hofmarschallamtes verbrannten.
1955 erhielt das Staatsarchiv einen Neubau im Lechlumer Holz (Architekt: Jan Wilhelm Prendel), der inzwischen unter Denkmalschutz steht. 2005 wurde es mit den sechs anderen niedersächsischen Staatsarchiven zum Niedersächsischen Landesarchiv zusammengefasst. Seit 2005 ist mit der Abteilung Wolfenbüttel die Stiftung Niedersächsisches Wirtschaftsarchiv Braunschweig verbunden.

## Bestände
Die Abteilung Wolfenbüttel verwahrt 17 Regalkilometer Akten, 26.000 Pergamenturkunden, 40.000 Karten und Pläne, außerdem die alten Kirchenbücher aus dem Bereich der Braunschweigischen Landeskirche (Erstschriften bis 1815, Zweitschriften bis 1875). Die zentrale Überlieferung stellen die Akten des Geheimen Rats (2 Alt), des Braunschweigischen Staatsministerium (12 Neu) und des Verwaltungspräsidiums bzw. der Bezirksregierung Braunschweig (4 Nds) dar. Zu den sonst wichtigen Beständen zählen die reiche Handschriftenabteilung und das Archiv der Universität Helmstedt.
Die staatlichen Bestände werden durch die Kreisarchive Goslar, Helmstedt, Wolfenbüttel, die Stadtarchive Wolfenbüttel und Bad Gandersheim, weitere Archive von Gemeinden, Verbänden, Vereinen und private Nachlässe ergänzt.
Das bekannteste Dokument ist die 2005 für das Weltdokumentenerbe nominierte sog. Heiratsurkunde der Kaiserin Theophanu aus dem Jahr 972.

## Nutzung
Die Nutzung steht jedem frei, ist jedoch in der Regel gebührenpflichtig. Sie richtet sich nach den Bestimmungen des Niedersächsischen Archivgesetzes bzw. den entsprechenden Verwaltungsvorschriften.
Benutzer können auf der Internetseite des Niedersächsischen Landesarchivs in den meisten Findbüchern des Staatsarchivs schon vorab recherchieren. Dieses Angebot wird ständig erweitert. Die Archivalien der Abteilung Wolfenbüttel und die Bücher der großen und wertvollen Dienstbibliothek sind in den Dienstgebäuden am Forstweg 2 einzusehen.

## Archivleitung
- 1890–1923 Paul Zimmermann
- 1924–1938 Hermann Voges
- 1938–1967 Hermann Kleinau[4]
- 1967–1978 Joseph König[5]
- 1979–1989 Günter Scheel
- 1989–2006 Horst-Rüdiger Jarck[6]
- seit 2006 Brage Bei der Wieden[7]